# Rafalus
Rafalus is een geslacht van spinnen uit de familie springspinnen (Salticidae).

## Soorten
De volgende soorten zijn bij het geslacht ingedeeld:
- Rafalus arabicus Wesolowska & van Harten, 2010
- Rafalus christophori Prószyński, 1999
- Rafalus desertus Wesolowska & van Harten, 2010
- Rafalus feliksi Prószyński, 1999
- Rafalus insignipalpis (Simon, 1882)
- Rafalus karskii Prószyński, 1999
- Rafalus lymphus (Próchniewicz & Heciak, 1994)
- Rafalus minimus Wesolowska & van Harten, 2010
- Rafalus nigritibiis (Caporiacco, 1941)
- Rafalus variegatus (Kroneberg, 1875)
- Rafalus wittmeri (Prószyński, 1978)